# シャーロット・ウィングフィールド
シャーロット・アシュリー・ウィングフィールド（Charlotte Ashley Wingfield、1994年11月30日 - ）は、短距離走を専門とする、イギリス生まれのマルタの陸上競技選手。イングランドのハートフォードシャー出身。2015年に活動拠点をカーディフに置いたまま、父親の出身地であるマルタに国籍を変更した。2016年現在、屋外100m、室内60m、室内200mのマルタ記録を保持している。
2015年の世界選手権と2016年の世界室内選手権にマルタ代表で出場した。リオデジャネイロオリンピックでは100mに出場、予備予選を11秒86でトップ通過したが、予選で敗退した。

## 主な成績
| 年         | 大会                | 会場                         | 結果          | 種目       | 補足         |
| マルタ代表 | マルタ代表          | マルタ代表                   | マルタ代表    | マルタ代表 | マルタ代表   |
| ---------- | ------------------- | ---------------------------- | ------------- | ---------- | ------------ |
| 2015       | 欧州小国競技大会    | アイスランドレイキャヴィーク | 1位           | 100 m      | 11秒71       |
| 2015       | 欧州小国競技大会    | アイスランドレイキャヴィーク | 1位           | 200 m      | 24秒19       |
| 2015       | ヨーロッパU23選手権 | エストニアタリン             | 9位 （予選）  | 100 m      | 11秒78       |
| 2015       | ヨーロッパU23選手権 | エストニアタリン             | 19位 （準決） | 200 m      | 24秒25 （w） |
| 2015       | 世界選手権          | 中国北京                     | –             | 100 m      | 失格         |
| 2016       | 世界室内選手権      | アメリカ合衆国ポートランド   | 36位 （予選） | 60 m       | 7秒63        |
| 2016       | ヨーロッパ選手権    | オランダアムステルダム       | 26位 （予選） | 100 m      | 11秒90       |
| 2016       | ヨーロッパ選手権    | オランダアムステルダム       | 22位 （予選） | 200 m      | 24秒46       |
| 2016       | オリンピック        | ブラジルリオデジャネイロ     | 57位 （予選） | 100 m      | 11秒90       |

## 個人記録
屋外
- 100m – 11秒69（-0.3 m/s、 アゼルバイジャンバクー、2015年）
- 200m – 24秒26（+1.1 m/s、 マルタ、2016年）

室内
- 60m – 7秒55（ イギリスカーディフ、2016年）
- 200m – 24秒73（ イギリスシェフィールド、2015年）